# Celaenopsoidea
Super-famille
Les Celaenopsoidea  Berlese, 1892 sont la principale super-famille d'acariens de la cohorte Antennophorina. Elle est composée de neuf familles.

## Classification
- Celaenopsidae Berlese, 1892
- Costacaridae Hunter, 1993
- Diplogyniidae Trägårdh, 1941
- Euzerconidae Trägårdh, 1938
- Megacelaenopsidae Funk, 1975
- Meinertulidae Trägårdh, 1950
- Neotenogyniidae Kethley, 1974
- Schizogyniidae Trägårdh, 1950
- Triplogyniidae Funk, 1977